# Julia Alapaʻi Kauwaʻa
Julia Alapaʻi Kauwaʻa (havajski: Kulia; oko 1814. – 2. kolovoza 1849.), zvana i Juliana, bila je havajska plemkinja, ujna kraljice Eme.

## Biografija
Julia je rođena oko 1802. godine. Njezin je otac bio poglavica Nāhili, vrstan general, a majka joj je bila princeza Kauwaʻa, kći kralja Alapaʻija Velikog, pa je Julia zvana po djedu i majci. Imala je i sestru Kaulunae koja je svoju kćer nazvala po Juliji.
Bila je prijateljica princeze Nāhiʻenaʻene, kći kralja Kamehamehe I. te sestra Kamehamehe II. i Kamehamehe III. Neki su poglavice htjeli iskvariti mladog Kamehamehu III. te su mu savjetovali brak s Nāhiʻenaʻenom, što bi bila sveta unija. Julia je bila kažnjena od strane kraljice Kaʻahumanu jer je sudjelovala u „kvarenju” kralja, njenog posinka.
Godine 1823. Julia se udala za Keonija Anu ʻOpia, koji je bio ujak kraljice Eme Havajske. Prema glasinama, Julia je spavala s kraljem Kamehamehom III., dok je Keoni Ana spavao s kraljicom Kalamom.
Umrla je u kolovozu 1849. godine u Honoluluu na otoku Oahu.